# Pterospermum proteus
Pterospermum proteus là một loài thực vật có hoa trong họ Cẩm quỳ. Loài này được Burkill miêu tả khoa học đầu tiên năm 1901.